# Erle C. Ellis

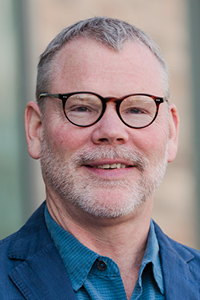
Erle C. Ellis, 2021

Erle Christopher Ellis (* 11. März 1963 in Washington, D.C.) ist ein US-amerikanischer Umweltwissenschaftler. Er lehrt an der University of Maryland, Baltimore County. Seine Forschung geht auf das Anthropozän als Nachfolgeepoche des Holozäns.

## Leben und Werk
Ellis erhielt den A.B. in Biologie 1986 und den Ph.D. in Pflanzenbiologie an der Cornell University 1990. Ellis lehrte Englisch an der Landwirtschaftlichen Universität Nanjing 1990/1991, er kehrte nach China zurück, um 1993–1996 den Stickstoffzyklus in China zu studieren. 1996 bis 2000 arbeitete er mit Stephen Gliessman an der University of California, Santa Cruz. 2000 wurde er als Assistant Professor an der University of Maryland, Baltimore County eingestellt, wo er 2015 zum Professor wurde. Er ist Fellow der Anthropocene Working Group der International Commission on Stratigraphy. Er lehrte Ökologie als Gastprofessor an der Harvard Graduate School of Design (2013–2015).
2008 legte er mit Navin Ramankutty die erste Weltkarte zum Anthropogenen Biom vor. 2019 half er der archäologischen Forschung, die Veränderungen in der Landnutzung der letzten 10.000 Jahre aufzuzeichnen.

## Auszeichnungen
- 2021-2024 Presidential Research Professor. Abgerufen am 22. Mai 2022 (amerikanisches Englisch).
- Innovation in Sustainability Science Award 2019. Ecological Society of America, abgerufen am 22. Mai 2022 (englisch).

## Schriften
- Anthropozän. Das Zeitalter des Menschen – eine Einführung, oekom 2020, ISBN 978-3-96238-177-6[7]

## Einzelbelege
1. ↑  E.C. Ellis, S.M. Wang: Sustainable Traditional Agriculture in the Tai Lake Region of China. In: Agriculture, Ecosystems & Environment. Band 61, Nr. 2–3, Februar 1997, S. 177–193, doi:10.1016/S0167-8809(96)01099-7 (elsevier.com [abgerufen am 22. Mai 2022]).
2. ↑  Erle Christopher Ellis, Nagaraj Neerchal, Kui Peng, Hong Sheng Xiao, Hongqing Wang: Estimating Long-Term Changes in China’s Village Landscapes. In: Ecosystems. Band 12, Nr. 2, Februar 2009, ISSN 1432-9840, S. 279–297, doi:10.1007/s10021-008-9222-4 (springer.com [abgerufen am 22. Mai 2022]).
3. ↑  Working Group on the ‘Anthropocene’ | Subcommission on Quaternary Stratigraphy. Abgerufen am 24. Mai 2022 (amerikanisches Englisch).
4. ↑  Erle C Ellis, Navin Ramankutty: Putting people in the map: anthropogenic biomes of the world. In: Frontiers in Ecology and the Environment. Band 6, Nr. 8, Oktober 2008, ISSN 1540-9295, S. 439–447, doi:10.1890/070062 (wiley.com [abgerufen am 22. Mai 2022]).
5. ↑  HUMANKIND'S GLOBAL FOOTPRINT. In: Science. Band 318, Nr. 5858, 21. Dezember 2007, ISSN 0036-8075, S. 1839–1839, doi:10.1126/science.318.5858.1839c (science.org [abgerufen am 22. Mai 2022]).
6. ↑  Lucas Stephens, Dorian Fuller, Nicole Boivin, Torben Rick, Nicolas Gauthier: Archaeological assessment reveals Earth’s early transformation through land use. In: Science. Band 365, Nr. 6456, 30. August 2019, ISSN 0036-8075, S. 897–902, doi:10.1126/science.aax1192 (science.org [abgerufen am 22. Mai 2022]).
7. ↑  SWR2, SWR2: Erle C. Ellis - Anthropozän. Das Zeitalter des Menschen – eine Einführung. Abgerufen am 24. Mai 2022.

| Personendaten    | Personendaten                           |
| ---------------- | --------------------------------------- |
| NAME             | Ellis, Erle C.                          |
| ALTERNATIVNAMEN  | Ellis, Erle Christopher                 |
| KURZBESCHREIBUNG | US-amerikanischer Umweltwissenschaftler |
| GEBURTSDATUM     | 11. März 1963                           |
| GEBURTSORT       | Washington, D. C.                       |